# Эйкенберри, Карл
Карл Уи́нфрид Э́йкенберри (англ. Karl Winfrid Eikenberry; род. 10 ноября 1951, Хаммонд) — американский военный и дипломат. Командующий Объединёнными силами в Афганистане (2005—2007), посол США в Афганистане (2009—2011).

## Ранняя жизнь и образование
Родился в 1951 году в Хаммонде. В 1969 году окончил среднюю школу в Голдсборо. Затем он учился в Военной академии США в Уэст-Пойнте, которую окончил в 1973 году в звании второго лейтенанта.
В Гарвардском университете он получил степени магистра в восточноазиатских исследованиях и доктора философии, куда он позже вернулся в качестве сотрудника по национальной безопасности в школу управления имени Джона Кеннеди. Степень магистра и кандидата политологии он получил в Стэнфордском университете. Кроме того, Эйкенберри учился в Гонконге в школе китайского языка Министерства обороны Великобритании, получив сертификат переводчика китайского мандарина Форин-офиса, и в Нанкинском университете, получив учёную степень по истории Китая.

## Военная карьера
В армии командовал и занимал штабные должности в подразделениях воздушно-десантных войск, рейнджеров и мотопехоты в США, Корее и Европе. Он также служил помощником военного атташе, а затем военным атташе в посольстве Соединенных Штатов в Пекине. Среди других его военно-политических назначений были старший директор по Китаю и Тайваню в канцелярии министра обороны, начальник отдела офицеров внешней разведки и заместитель директора Управления стратегии, планов и политики в штабе армии и директор управления стратегического планирования и политики Тихоокеанского командования США на военной базе Кэмп-Смит. Во время войны в Афганистане отслужил два срока службы. С сентября 2002 по сентябрь 2003 года, он занимал две должности — координатора по вопросам безопасности в Афганистане и начальника Управления военного сотрудничества в Афганистане. В качестве координатора по вопросам безопасности он тесно сотрудничал со Специальным представителем Генерального секретаря ООН по Афганистану и Пакистану Лахдаром Брахими, чтобы объединить международные усилия по созданию сплочённого сектора безопасности. Реформа сектора безопасности проводилась в соответствии с подходом ведущих стран, согласованным в январе 2002 года, в соответствии с которым каждая из стран «Большой восьмёрки» будет руководить определённым сектором — США отвечали за Афганскую национальную армию; Германия — за афганскую полицию; Великобритания — за борьбу с наркотиками; Италия — за судебную реформу; а Япония и ООН взяли на себя задачу разоружения, демобилизации и реинтеграции ополченцев. В своей роли начальника Управления военного сотрудничества в Афганистане он был главным архитектором стратегии, которая привела к созданию новой Афганской национальной армии.
4 мая 2005 года он был назначен командующим Объединёнными силами в Афганистане. С мая 2005 по февраль 2007 года он отвечал за передачу оперативной ответственности Международным силам содействия безопасности НАТО за южный и восточный Афганистан и международную подготовку вооружёнными силами США Афганская национальная армия и полицейских сил. Он также командовал военной оперативной группой, направленной в Пакистан для оказания гуманитарной помощи и ликвидации последствий стихийных бедствий после землетрясения в Кашмире в 2005 году. Он завершил свою военную карьеру в Брюсселе в качестве заместителя председателя Военного комитета НАТО.

## Посол в Афганистане
29 января 2009 года газета The New York Times сообщила, что президент Барак Обама выбрал Эйкенберри следующим послом США в Афганистане, заменив Уильяма  Вуда. Выбор кадрового армейского офицера на столь ответственный пост был описан как «в высшей степени необычный». 3 апреля 2009 года Сенат утвердил его кандидатуру, и 29 апреля он был приведён к присяге в качестве посла США в Афганистане. Официальное объявление о его выдвижении было сделано 11 марта. После утверждения в должности посла 28 апреля 2009 года он уволился из вооруженных сил США в звании генерал-лейтенанта. Будучи послом США в Афганистане, он возглавлял гражданскую программу, направленную президентом Обамой, контролируя увеличение штата посольства с 350 до 1400 гражданских сотрудников из восемнадцати правительственных департаментов и агентств США, а также за управлением бюджетом двусторонней помощи в целях развития, превышающим 4 миллиарда долларов США в год.

### Утечка секретной информации
В ноябре 2009 года он отправил своему начальству две секретные телеграммы, в которых он оценивал предлагаемую стратегию США в Афганистане. Вскоре после этого произошла утечка описания содержания телеграмм. В январе 2010 года The New York Times получила и опубликовала телеграммы, которые «показывают, насколько сильно нынешний посол относится к президенту Хамиду Карзаю и афганскому правительству, состоянию его вооружённых сил и вероятности того, что наращивание войск действительно повредит военным усилиям, сделав правительство Карзая слишком зависимым от Соединенных Штатов». В июне 2010 года в Rolling Stone были переданы ошеломительные высказывания генерала Стэнли Мак-Кристала по поводу заявлений посла в просочившихся телеграммах. В другом источнике Эйкенберри показаны опасения Эйкенберри  по поводу ненадёжного партнёрства правительства Карзая и США по общим усилиям в Афганистане.

## Поздняя деятельность
В сентябре 2011 года Эйкенберри стал заслуженным лектором Пейнов в Институте международных исследований Фримена Спогли при Стэнфордском университете, а впоследствии стипендиатом Уильяма Перри по международной безопасности в Центре международной безопасности и сотрудничества.  С 2011 по 2019 год он был директором Инициативы США по обеспечению безопасности в Азии в Азиатско-Тихоокеанском исследовательском центре Уолтера Шоренштейна. Во время учёбы в Стэнфордском университете Эйкенберри поступил на факультет программы Форда Дорси по изучению международной политики, был членом Комиссии Американской академии искусств и наук по гуманитарным и социальным наукам, уполномоченной Конгрессом, выступал консультантом НАТО и корпорации RAND, а также читал лекции и писал статьи о гражданско-военном сотрудничестве, Азиатско-Тихоокеанской стратегия США и китайско-американским отношениям, стратегии борьбы с повстанцами и государственному строительству, а также вкладе искусства и гуманитарных наук в международную конкурентоспособность Америки. В 2012 году он был избран членом Американской академии искусств и наук, где он является соруководителем многолетнего проекта Академии по гражданским войнам, насилию и международным мерам реагирования, а также членом Комитета Академии по изучению международной безопасности. Он входит в правление Азиатского фонда, Американских советов по международному образованию, Азиатского общества Северной Калифорнии, академического обмена и Национального комитета по американской внешней политике. Он является преподавателем Колледжа Шварцмана Университета Цинхуа и членом Рабочей группы по науке и технологиям и американо-китайским отношениям, организованной Центром Китая 21 века Калифорнийского университета и Центром американо-китайских отношений Азиатского общества. Эйкенберри является членом Совета по международным отношениям, Американской академии дипломатии и Института международных стратегических исследований.